# Bar Paly
Varvara Alexandrovna Paley (in ebraico בר פאלי‎?in russo Варвара Александровна Палей?, più conosciuta come Bar Paly; Nižnij Tagil, 29 aprile 1982) è una modella e attrice israeliana con cittadinanza russa naturalizzata statunitense.
Come attrice è conosciuta principalmente per il ruolo di Anna Kolcheck in NCIS: Los Angeles.

## Biografia
Bar Paly è nata nel 1982 a Nižnij Tagil, a 150 chilometri da Ekaterinburg, nell'allora Unione Sovietica, da Olga e Alexander Paley. La sua famiglia si è trasferita in Israele quando lei aveva sette anni ed è cresciuta a Tel Aviv.
Da bambina era appassionata di musica e ha iniziato a suonare il piano all'età di quattro anni. A Tel Aviv ha studiato alla Ironi Alef High School – conosciuta anche come Aleph High School of Arts Tel Aviv-Yafo – specializzandosi in teatro e recitando in opere di William Shakespeare e di Bertolt Brecht tra cui l'Antigone.
Paly ha iniziato la sua carriera come modella all'età di 17 anni. È apparsa sulle copertine di diverse riviste, tra cui Maxim, Rolling Stone e GQ. Nel 2014 ha posato per la copertina dell'edizione per l'America Latina di Esquire.
Nel 2003 ha una parte nel film israeliano Zehirut Matzlema. In seguito si trasferisce a Los Angeles dove inizia la sua carriera come attrice. Tra il 2007 e il 2010 prende parte ad alcuni episodi dei telefilm CSI: NY, How I Met Your Mother e The Starter Wife e interpreta una archeologa nel film horror Rovine. Nel 2013 recita nel film Pain & Gain - Muscoli e denaro di Michael Bay, insieme a Mark Wahlberg e Dwayne Johnson, dove interpreta la parte della spogliarellista Sorina Luminita.
Nel 2015 entra nel cast di NCIS: Los Angeles, interpretando il personaggio ricorrente di Anastasia "Anna" Kolcheck. Al 2020 è apparsa in 21 episodi della serie.
Ha inoltre partecipato a diversi spot pubblicitari tra cui Bud Light, Dentyne Pure, pneumatici Bridgestone o la campagna pubblicitaria per il 25º anniversario degli occhiali Oliver Peoples insieme a Ray Liotta.

## Vita privata
Nel 2007 ha sposato il regista canadese di origine ebraica Ian Kessner, da cui ha divorziato nel 2018. Nel 2016 ha ottenuto la cittadinanza statunitense.

## Filmografia

### Cinema
- Zehirut Matzlema, regia di Shaul Betser (2003)
- Rovine, regia di Carter Smith (2008)
- A Glimpse Inside the Mind of Charles Swan III, regia di Roman Coppola (2012)
- Pain & Gain - Muscoli e denaro, regia di Michael Bay (2013)
- Non-Stop, regia di Jaume Collet-Serra (2014)
- Million Dollar Arm, regia di Craig Gillespie (2014)
- Street Level, regia di David Labrava (2015)
- Urge, regia di Aaron Kaufman (2016)
- Against the Clock, regia di Mark Polish (2019)

### Televisione
- CSI: NY- serie TV, episodio 3x16 (2007)
- The Starter Wife - serie TV, 5 episodi (2008)
- Unhitched - serie TV, episodio 1x05 (2008)
- How I Met Your Mother - serie TV, episodio 5x15 (2010)
- Underemployed - Generazione in saldo (Underemployed) - serie TV, episodi 1x01 e 1x02 (2012)
- Game Shop - serie TV, episodio 1x01 (2012)
- NCIS: Los Angeles - serie TV, 21 episodi (2015-2020)
- Jean-Claude Van Johnson - serie TV, 6 episodi (2016-2017)
- Training Day - serie TV, episodio 1x01 (2017)
- Bosch - serie TV, episodio 3x02 (2017)
- Legends of Tomorrow - serie TV, episodi 3x06 e 3x18 (2017-2018)
- iZombie - serie TV, episodio 4x07 (2018)
- Parental Indiscretion - serie TV, episodio 1x08 (2015)

## Doppiatrici italiane
Nelle versioni in italiano delle opere in cui opere in cui ha recitato, Bar Paly è stata doppiata da:
- Domitilla D'Amico in Pain & Gain - Muscoli e denaro, iZombie
- Chiara Gioncardi in NCIS: Los Angeles, Jean-Claude Van Johnson
- Elena Morara in CSI: NY
- Laura Proscio in Bosch